# Lista de municípios de Nuevo León
O estado mexicano de Nuevo León esta dividido em 51 municípios.
- Abasolo
- Agualeguas
- Los Aldamas
- Allende
- Anáhuac
- Apodaca
- Aramberri
- Bustamante,
- Cadereyta Jiménez
- El Carmen
- Cerralvo
- China
- Ciénega de Flores
- Doctor Arroyo
- Doctor Coss
- Doctor González
- Escobedo
- Galeana
- García
- General Bravo
- General Terán
- General Treviño
- General Zaragoza
- General Zuazua
- Guadalupe
- Los Herreras
- Hidalgo
- Higueras
- Hualahuises
- Iturbide
- Juárez
- Lampazos de Naranjo
- Linares
- Marín
- Melchor Ocampo
- Mier y Noriega
- Mina
- Montemorelos
- Monterrey (capital)
- Parás
- Pesquería
- Los Ramones
- Rayones
- Sabinas Hidalgo
- Salinas Victoria
- San Nicolás de los Garza
- San Pedro Garza García
- Santa Catarina
- Santiago
- Vallecillo
- Villaldama.